# Jules Léotard
Jules Léotard (Tolosa de Llenguadoc, Alt Garona, 1 d'agost de 1838 - Tolosa de Llenguadoc, 16 d'agost de 1870) és l'inventor del trapezi volador i, particularment, de la pirueta entre dos trapezis.

## Biografia
Fill d'un acròbata de circ, Jules Léotard tenia una gran intel·ligència. Va fer estudis de Dret, però el circ va fascinar-lo des de molt petit. Es va integrar aviat en el Circ Napoleó (més endavant, Circ d'hivern), a París, on fa la seva primera aparició pública en el trapezi volador. El 12 de novembre de 1859, executa la primera pirueta entre dos trapezis, un salt molt perillós.
Per deixar el seu cos i els seus moviments lliures d'obstacles, a part de lluir la seva abundant musculatura, Jules Léotard va portar un mallot cenyit a les seves cames, inventat ad hoc, que va ser batejat des de llavors leotard i utilitzat posteriorment per la gimnàstica artística.
Jules Léotard va morir als 32 anys. El seu cos està enterrat en el cementiri de Terre-Cabade, a Tolosa de Llenguadoc (Alt-Garona).

## Cançó
Jules Léotard ha inspirat la cançó popular The Daring Young Man on the Flying Trapeze, igualment coneguda amb el nom de « Flying Trapeze ». El tema va ser creat en 1867 pel cantant britànic George Leybourne, i adaptat amb música de Gaston Lyle i arreglat per Alfred Lee.
He'd fly through the air with the greatest of ease,
That daring young man on the flying trapeze.
Volava en l'aire amb una gran facilitat,
Aquest jove audaç sobre el trapezi volador.
La cançó ha estat també gravada i interpretada per Don Redman & His Orchestra (1936), The Chipmunks, Eddie Singer, Burl Ives, Cliff Edwards, Spike Jones, Ian Whitcomb, Les Paul, Mary Ford, Crispin Hellion Glover i Bruce Springsteen.

## Cinema
Jules Léotard ha inspirat també el cinema nord-americà amb la pel·lícula Les alegries de la família. La realització és de Clyde Bruckman, amb els intèrprets: 
- W. C. Fields (Ambrose Wolfinger)
- Mary Brian (Hope Wolfinger)
- Kathleen Howard (Leona Wolfinger)